# Vladímir Smirnov (esgrimidor)
Vladímir Víktorovich Smirnov –en ruso, Владимир Викторович Смирнов– (Rubizhne, URSS, 20 de mayo de 1954–Roma, Italia, 28 de julio de 1982) fue un deportista soviético de origen ucraniano que compitió en esgrima, especialista en las modalidades de florete y espada.
Participó en los Juegos Olímpicos de Moscú 1980, obteniendo tres medallas, oro en la prueba de florete individual, plata en florete por equipos (junto con Alexandr Romankov, Sabirzhan Ruziyev, Ashot Karaguian y Vladimir Lapitski) y bronce en espada por equipos (con Ashot Karaguian, Boris Lukomski, Alexandr Abushajmetov y Alexandr Mozhayev).
Ganó cinco medallas en el Campeonato Mundial de Esgrima entre los años 1977 y 1981.
Murió a la edad de 28 años en un accidente mientras competía en Mundial de 1982, celebrado en Roma, en el combate contra el alemán Matthias Behr. El arma de este se partió en una acción ofensiva y el trozo afilado que salió disparado impactó en la careta de Smirnov, introduciéndose por su ojo izquierdo hasta llegar al cerebro. Después de ocho días de estar en coma artificial, falleció en el hospital.

## Palmarés internacional
| Juegos Olímpicos   | Juegos Olímpicos           | Juegos Olímpicos  | Juegos Olímpicos    |
| Año                | Lugar                      | Medalla           | Prueba              |
| ------------------ | -------------------------- | ----------------- | ------------------- |
| 1980               | Moscú (URSS)               | Medalla de oro    | Florete individual  |
| 1980               | Moscú (URSS)               | Medalla de plata  | Florete por equipos |
| 1980               | Moscú (URSS)               | Medalla de bronce | Espada por equipos  |
| Campeonato Mundial |                            |                   |                     |
| Año                | Lugar                      | Medalla           | Prueba              |
| 1977               | Buenos Aires (Argentina)   | Medalla de bronce | Florete por equipos |
| 1978               | Hamburgo (RFA)             | Medalla de bronce | Florete por equipos |
| 1979               | Melbourne (Australia)      | Medalla de oro    | Florete por equipos |
| 1981               | Clermont-Ferrand (Francia) | Medalla de oro    | Florete individual  |
| 1981               | Clermont-Ferrand (Francia) | Medalla de oro    | Florete por equipos |